# 雅克·埃尔布朗
雅克·埃尔布朗（1908年2月12日—1931年7月27日）是一位法国数学家。

## 生平
1908年出生于巴黎。毕业于巴黎高等师范学校学习，21岁获博士学位，后出国到德国游学。游学期间与冯·诺伊曼、阿廷、诺特等人相识。1931年夏在阿尔卑斯山爬山时，不幸遇险身亡，年仅23岁。
埃尔布朗的主要贡献在数理逻辑和类域论，发明了递归函数。他建立的埃尔布朗定理是量化理论的一个基本命题，已成为机器证明的基础。在近世代数方面，他发表了十几篇有关类域论的论文，丰富了代数数域的阿贝尔扩张理论。